# 3. únor
3. únor je 34. den roku podle gregoriánského kalendáře. Do konce roku zbývá 331 dní (332 v přestupném roce). Svátek má Blažej.

## Události

### Česko
- 1342 – Při povodni byl v Praze zničen 170 let starý Juditin most.
- 1622 – "Generálním pardonem" byli omilostněni účastníci stavovského povstání, kteří přiznali své provinění proti císaři Ferdinandu II. Jejich majetek však byl zkonfiskován.
- 1646 – Císař Ferdinand III. Habsburský vydal Brnu "švédské privilegium": za úspěšnou obranu proti Švédům poskytl výpomoc ze zemských daní. Město nemuselo pět let splácet dluhy, změnil městský znak a dal brněnským měšťanům bezplatné měšťanské právo ve všech českých a rakouských zemích.
- 1907 – V Praze se konala premiéra pětivěté Sukovy Symfonie č. 2 c moll Asrael, kterou věnoval Antonínu Dvořákovi.
- 1926 – V návaznosti na Zákon č. 122/1920 Sb. z. a n., O zásadách jazykového práva v Republice Československé, bylo vydáno Jazykové nařízení č. 17/1926 Sb. z. a n., jímž byla českoslovenština uměle ustavena jako "státní, oficielní jazyk republiky" (nikoliv však "úřední").

### Svět
- 313 –  Konstantin I., římský císař, a Licinius, byzantský císař, podepsali edikt milánský.
- 1488 – Bartolomeu Dias přistál v Mosselu Mosselbaai (Angra dos Vaqueros) nedaleko Kapského Města po proplutí Mysem Dobré naděje
- 1625 – Ve Florencii měla premiéru opera Francesci Cacciniové La liberazione di Ruggiero.
- 1945 – Letectvo USA provedlo nálet na Berlín. Zahynulo 22 000 lidí.
- 1966 – Na Měsíci přistála sovětská Luna 9.
- 1969 – Jásir Arafat byl jmenován vůdcem Organizace pro osvobození Palestiny.
- 2005 – Boeing 737 afghánských aerolinií se 104 osobami na palubě zmizel za sněhové bouře při letu z Herátu do Kábulu.

## Narození

### Česko

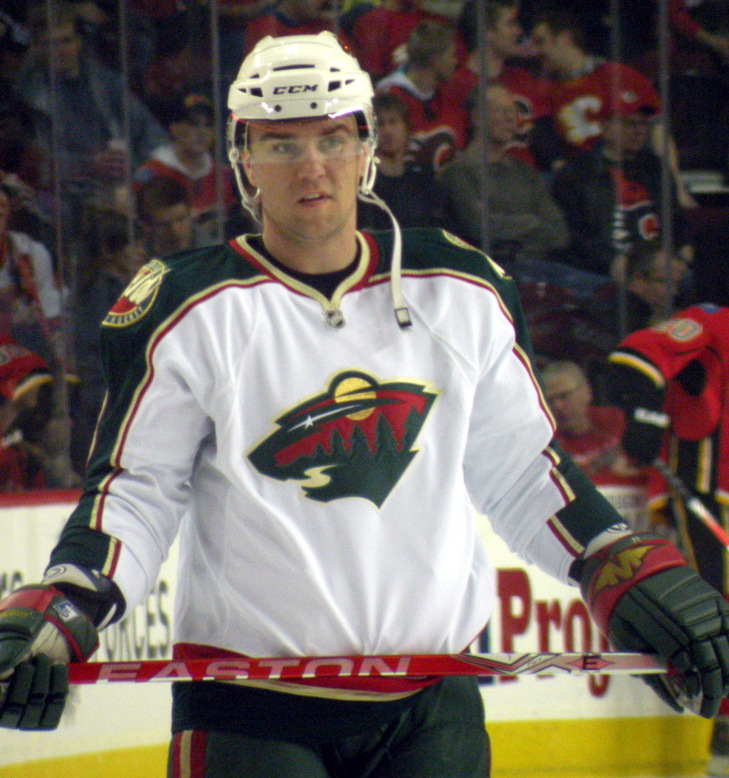
Marek Židlický (* 1977)

- 1643 – Jan Barner, český jezuita, náboženský spisovatel († 25. dubna 1708)
- 1677 – Jan Blažej Santini-Aichel, český architekt († 7. prosince 1723)
- 1704 – Jan Josef Antonín Eleazar Kittel, lékař a léčitel († 16. listopadu 1783)
- 1748 – Josef Fiala (skladatel), český gambista, hobojista a hudební skladatel († 31. července 1816)
- 1815 – Matěj Mikšíček, moravský národní buditel a spisovatel († 12. března 1892)
- 1826 – Čeněk Hausmann, matematik, profesor mechaniky, rektor Pražské polytechniky († 13. listopad 1896)
- 1845 – Václav Formánek, český politik († 9. prosince 1919)
- 1867 – Blažena Blažejová, česká divadelní herečka († 19. července 1944)
- 1876 – Petr Solfronk, československý politik († 19. července 1954)
- 1878 – Karel Vorovka, matematik a filosof († 15. ledna 1929)
- 1880 – Ján Matík, československý politik slovenské národnosti († ?)
- 1884 – Blažej Ráček, katolický kněz a církevní historik († 26. listopadu 1970)
- 1888 – Oleg Svátek, český generál, legionář († 1. října 1941)
- 1896
  - Jaroslav Havlíček, český spisovatel († 7. dubna 1943)
  - Johannes Urzidil, pražský, německy píšící spisovatel († 2. listopadu 1970)
- 1898 – František Dobiáš, český malíř († 1982)
- 1899
  - Ferdinand Hajný, československý fotbalový reprezentant († 28. července 1978)
  - Otto Krompholz, československý fotbalový reprezentant († ?)
- 1901 – Josef Kurz, jazykovědec, literární historik a překladatel († 6. prosince 1972)
- 1902 – Ladislav Heger, český překladatel z germánských jazyků († 18. ledna 1975)
- 1906
  - Ludmila Pecháčková, česká subreta, tanečnice, žurnalistka a spisovatelka († 11. července 1988)
  - Vladimír Denkstein, český historik umění († 16. února 1993)
- 1911 – Blažena Janečková, československá šachistka († 1961)
- 1920
  - Ján Grajzel, československý voják a příslušník výsadku Embassy († 10. února 1994)
  - Zdeněk Sýkora, český malíř († 12. července 2011)
- 1926 – Josef Jirka, československý hokejový reprezentant, politický vězeň († 11. prosince 2000)
- 1932 – Luboš Dobrovský, novinář a politik († 30. ledna 2020)
- 1935
  - Božena Šimková, česká scenáristka a spisovatelka († 4. srpna 2018)
  - Aleš Veselý, český sochař a pedagog († 14. prosince 2015)
- 1939 – Josef Průša, rektor Západočeské univerzity v Plzni
- 1943 – Jan Vlasák, herec
- 1943 – Emanuel Ranný, český malíř a grafik († 31. srpna 2022)
- 1945 – Václav Peřich, viceprezident NKÚ
- 1946 – Petr Moos, ministr dopravy a spojů České republiky († 23. února 2024)
- 1951
  - Ondřej Hejma, zpěvák a hudební skladatel, frontman skupiny Žlutý pes
  - Petr Soukup, televizní režisér
- 1952 – Jiří Zych, český odborný publicista, písničkář a textař
- 1956 – Karel Holý, český hokejista  († 23. listopadu 2024)
- 1958 – Antonín Navrátil, dabér
- 1968 – Jan Drbohlav, filmový a televizní scenárista
- 1977 – Marek Židlický, lední hokejista
- 1990 – Eva Podzimková, česká divadelní a filmová herečka
- 1994 – Martin Mikyska, bavič, youtuber a autor pořadu Mikýřova úžasná pouť internetem

### Svět

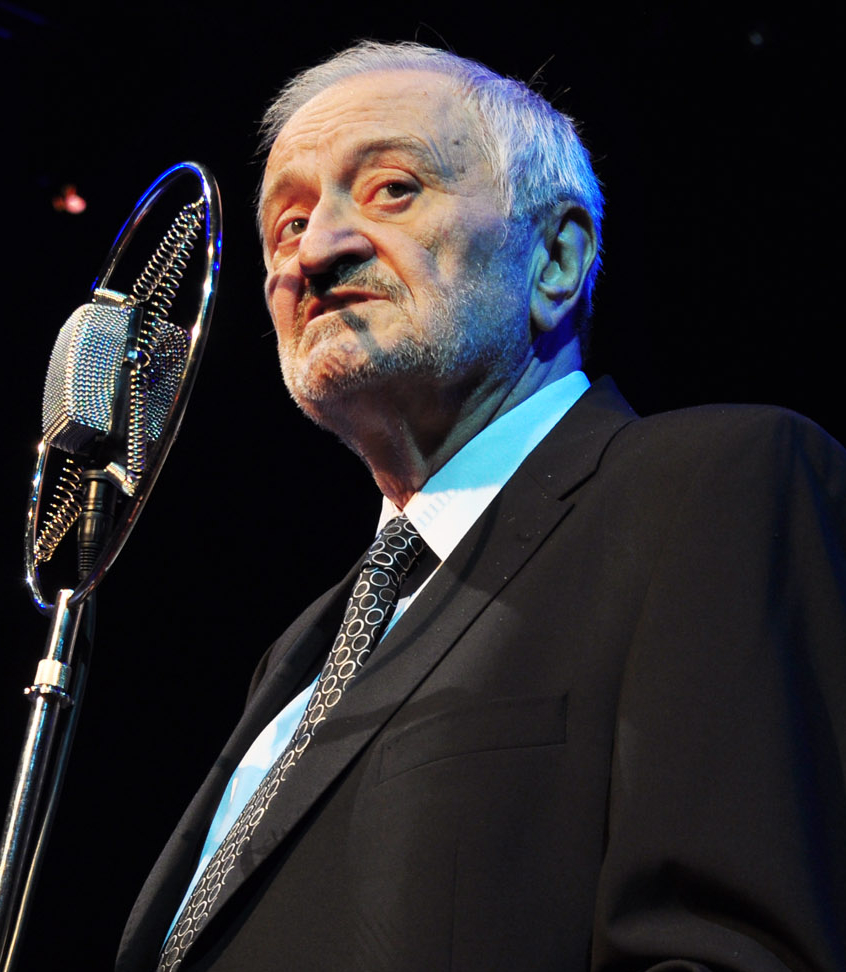
Milan Lasica (* 1940)

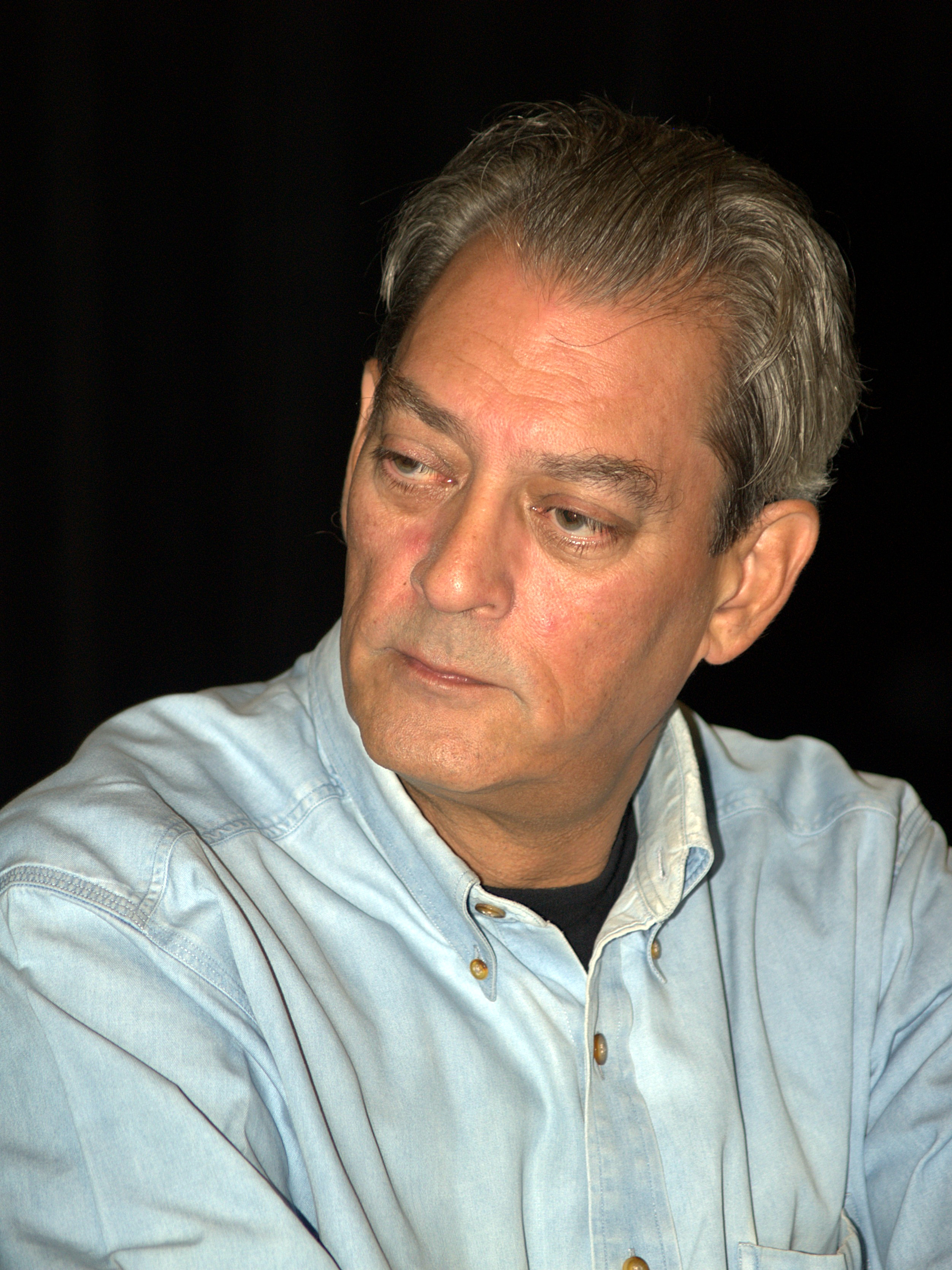
Paul Auster (* 1947)

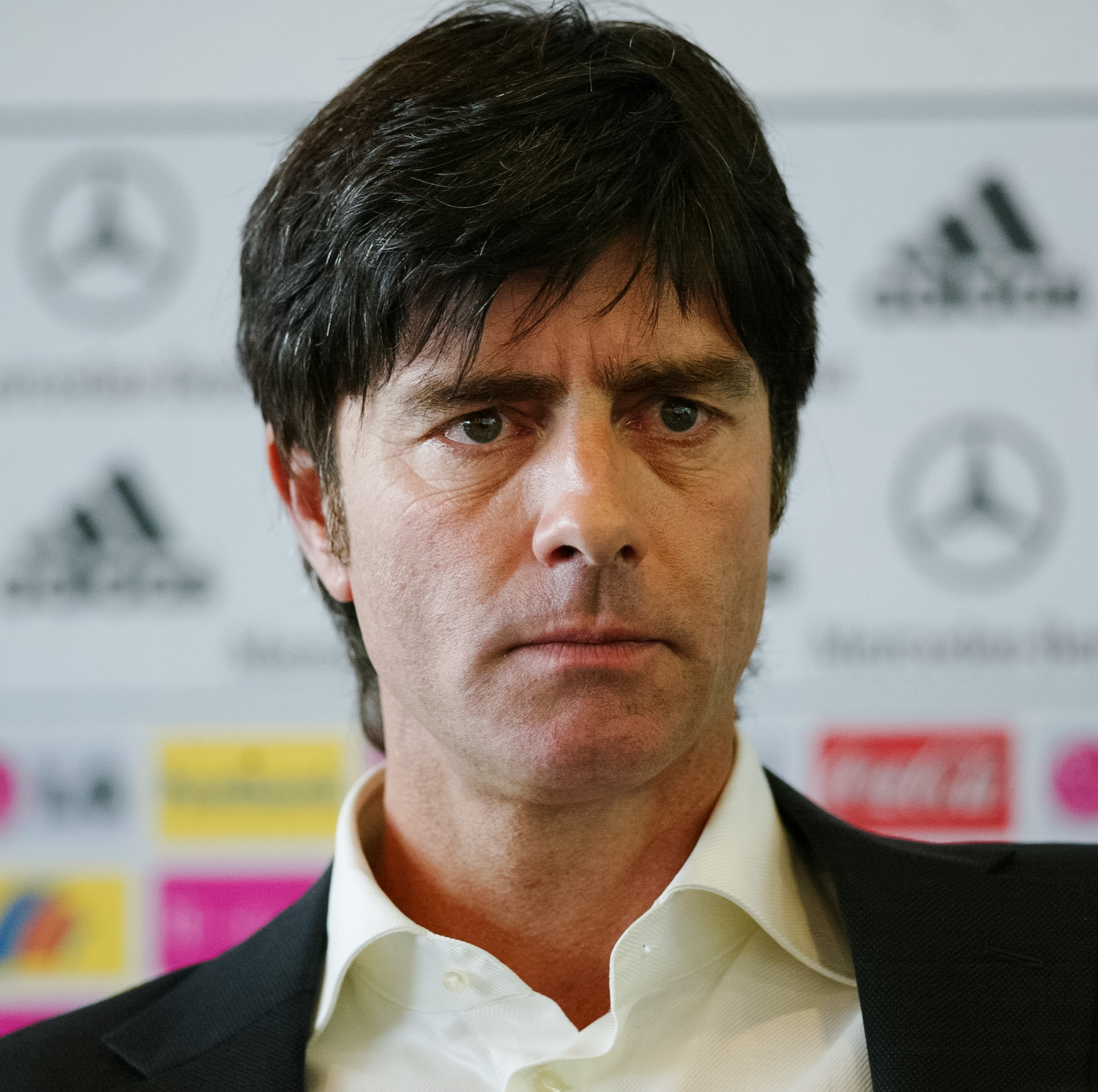
Joachim Löw (* 1960)

- 1338 – Johana Bourbonská, francouzská královna († 6. února 1378)
- 1689 – admirál Blas de Lezo, španělský šlechtic, námořník a vojevůdce († 7. září 1741)
- 1702 – Giovanni Battista Vaccarini, italský architekt († 11. března 1768)
- 1717 – Johannes Anton Nagel, rakouský speleolog († 6. května 1794)
- 1721 – Friedrich Wilhelm von Seydlitz, pruský generál († 27. srpna 1773)
- 1735 – Ignacy Krasicki, polský prozaik († 14. března 1801)
- 1736 – Johann Georg Albrechtsberger, rakouský varhaník, hudební skladatel a pedagog († 7. března 1809)
- 1757 – Pál Kitaibel, maďarský botanik a chemik († 13. prosince 1817)
- 1758 – Valentin Vodnik, slovinský básník a publicista († 8. ledna 1819)
- 1774 – Carl Brandan Mollweide, německý matematik a astronom († 10. března 1825)
- 1775 – Maximilien Foy, francouzský generál a státník († 28. listopadu 1825)
- 1786 – Wilhelm Gesenius, německý orientalista († 23. října 1842)
- 1790 – Gideon Mantell, britský paleontolog († 10. listopadu 1852)
- 1809 – Felix Mendelssohn-Bartholdy, německý hudební skladatel († 4. listopadu 1847)
- 1810 – Andrew Scott Waugh, britský armádní důstojník a zeměměřič († 21. února 1878)
- 1811 – Horace Greeley, americký politik († 29. listopadu 1872)
- 1812 – Jonáš Záborský, slovenský duchovní, básník a spisovatel († 23. ledna 1876)
- 1821 – Thora Hallager, dánská fotografka († 16. června 1884)
- 1826 – Walter Bagehot, anglický bankéř a novinář († 24. března 1877)
- 1827 – Olympe Aguado, francouzský fotograf († 25. října 1894)
- 1830 – Robert Cecil, 3. markýz ze Salisbury, britský premiér († 22. srpna 1903)
- 1840 – Florián Červeň, slovenský geograf a historik († 22. února 1928)
- 1843 – William Cornelius Van Horne, vedoucí osobnost severoamerických železničních společností († 11. září 1915)
- 1848 – Luigi Mancinelli, italský hudební skladatel, violoncellista a operní dirigent († 2. února 1921)
- 1851 – Frédéric Plessis, francouzský spisovatel († 29. ledna 1942)
- 1853 – Egon Hohenlohe-Waldenburg-Schillingsfürst, rakouský šlechtic († 10. září 1896)
- 1854
  - Julius Schmid, rakouský malíř a kreslíř († 1. února 1935)
  - Artur Bylandt-Rheidt, předlitavský státní úředník a politik († 6. července 1915)
- 1857 – Wilhelm Johannsen, dánský biolog a botanik († 11. listopadu 1927)
- 1859
  - Hugo Junkers, německý technik, letecký konstruktér († 3. února 1935)
  - Timofej Michajlov, ruský revolucionář († 15. dubna 1881)
- 1862 – Ján Kvačala, slovenský komeniolog a církevní historik († 9. června 1934)
- 1868 – William J. Harris, americký politik († 18. dubna 1932)
- 1872 – Francis Joseph Cole, britský zoolog († 27. ledna 1959)
- 1874 – Gertrude Steinová, americko-francouzská spisovatelka († 27. července 1946)
- 1880 – Milan Srškić, předseda vlády Království Jugoslávie († 12. dubna 1937)
- 1883 – Raffaele Pettazzoni, italský religionista, etnolog a historik náboženství († 8. prosince 1959)
- 1885 – Camille Arambourg, francouzský vertebrátní paleontolog († 19. listopadu 1969)
- 1887 – Georg Trakl, rakouský básník († 3. listopadu 1914)
- 1889
  - Carl Theodor Dreyer, dánský filmový režisér († 20. března 1968)
  - Risto Ryti, finský premiér a prezident († 25. října 1956)
- 1894 – Norman Rockwell, americký malíř († 8. listopadu 1978)
- 1895 – Pjotr Nikolajevič Savickij, ruský ekonom, sociolog a geograf († 13. dubna 1968)
- 1898 – Alvar Aalto, finský architekt († 11. května 1976)
- 1904 – Luigi Dallapiccola, italský skladatel († 19. února 1975)
- 1905 – Paul Ariste, estonský lingvista a folklorista († 2. února 1990)
- 1907 – Walt Morey, americký spisovatel knih pro mládež († 12. ledna 1992)
- 1909 – Simone Weil, francouzská filosofka († 24. srpna 1943)
- 1911 – Jehan Alain, francouzský skladatel, varhaník a válečný hrdina († 20. června 1940)
- 1912 – Jacques Soustelle, francouzský antropolog a politik († 6. srpna 1990)
- 1914 – Michel Thomas, polský polyglot a učitel jazyků († 8. ledna 2005)
- 1916 – Jean Margéot, mauricijský kardinál († 17. července 2009)
- 1917 – Šlomo Goren, vrchní vojenský rabín izraelské armády († 29. října 1994)
- 1918
  - Helen Stephensová, americká sprinterka, dvojnásobná olympijská vítězka († 17. ledna 1994)
  - Joey Bishop, americký televizní a filmový herec († 17. října 2007)
- 1919 – Snooky Young, americký jazzový trumpetista († 11. května 2011)
- 1920 – George Armitage Miller, americký psycholog († 22. července 2012)
- 1923 – Françoise Christophe, francouzská herečka († 8. ledna 2012)
- 1924 – Edward Palmer Thompson, britský historik a spisovatel († 28. srpna 1993)
- 1927 – Kenneth Anger, americký experimentální filmový režisér
- 1931 – Libor Ebringer, slovenský mikrobiolog († 11. května 2015)
- 1932 – Stuart Hall, britský teoretik kulturálních studií a sociolog († 10. února 2014)
- 1935
  - Johnny „Guitar“ Watson, americký zpěvák a kytarista († 17. května 1996)
  - Ira Cohen, americký filmový režisér, herec, básník a fotograf († 25. dubna 2011)
- 1937 – Leroy Williams, americký jazzový bubeník († 2. března 2022)
- 1938 – Antonio Maria Vegliò, italský kardinál
- 1939 – Dezső Novák, maďarský fotbalista († 26. února 2014)
- 1940 – Milan Lasica, slovenský humorista, dramatik, prozaik, textař, herec, režisér, moderátor a zpěvák († 18. července 2021)
- 1943 – Domenico Calcagno, italský kardinál
- 1946 – Adolfo de la Parra, mexický bubeník
- 1947
  - Paul Auster, americký spisovatel († 30. dubna 2024)
  - Christo Bonev, bulharský fotbalista
  - Dave Davies, britský rockový hudebník
  - Melanie Safka, americká zpěvačka-skladatelka († 23. ledna 2024)
- 1948
  - Carlos Filipe Ximenes Belo, katolický biskup, Nobelova cena za mír 1996
  - Henning Mankell, švédský spisovatel († 5. října 2015)
- 1949
  - Hennie Kuiper, nizozemský cyklista, olympijský vítěz
  - Arthur Kane, americký baskytarista, člen New York Dolls († 13. července 2004)
- 1951
  - Blaise Compaoré, prezident afrického státu Burkina Faso
  - Michael Ruppert, americký spisovatel († 13. dubna 2014)
- 1950
  - Morgan Fairchild, americká herečka
  - Simone Alaimo, italský basbarytonista
- 1956 – Lee Ranaldo, americký kytarista a zpěvák
- 1958 – Angela Lichtenštejnská, manželka lichtenštejnského prince Maxmiliána
- 1959 – Lian Lunson, australská herečka a režisérka
- 1975 – Markus Schulz, německý DJ a producent
- 1983 – Jana Grygarová, česká novinářka († 30. července 2015)

## Úmrtí

### Česko

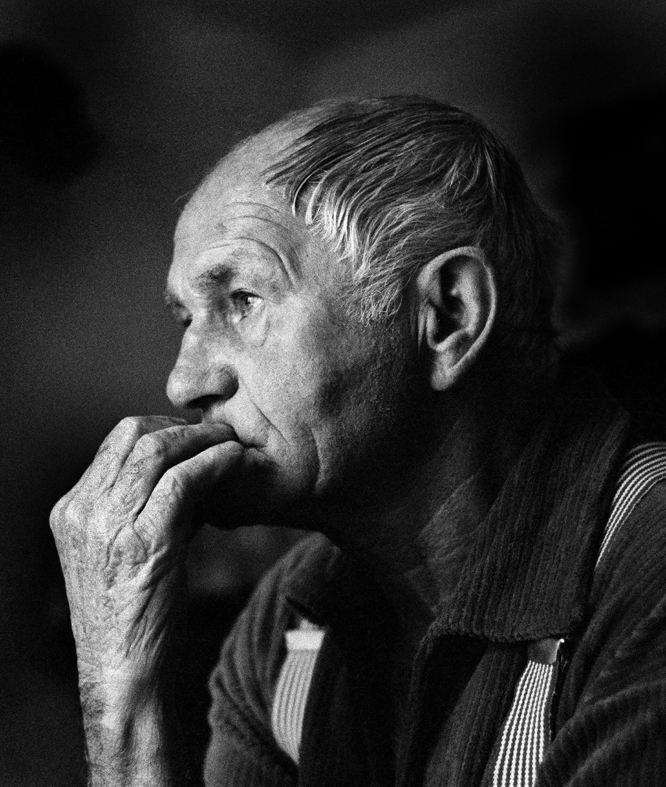
Bohumil Hrabal († 1997)

- 1449 – Menhart II. z Hradce, nejvyšší pražský purkrabí (* 1398)
- 1735 – Jakub Auguston, plzeňský barokní architekt (* asi 1668)
- 1751 – Kristián David, moravský misionář (* 17. února 1692)
- 1814 – Jan Antonín Koželuh, skladatel a varhaník (* 14. prosince 1738)
- 1869 – Karel Alois Vinařický, vlastenecký kněz, básník, spisovatel a překladatel (* 24. ledna 1803)
- 1876 – František Jan Mošner, lékař, autor lékařské literatury, profesor chirurgie (* 25. července 1797)
- 1881 – Jan Ruml, evangelický duchovní a poslanec Českého zemského sněmu (* 1. ledna 1817)
- 1882 – Alfred Waldau, překladatel do němčiny (* 24. listopadu 1837)
- 1892 – Julie Šamberková, divadelní herečka (* 11. září 1846)
- 1899 – Adolf Promber, politik a poslanec Říšské rady z Moravy (* 17. dubna 1843)
- 1900 – Ottokar Nováček, houslista, violista a skladatel českého původu (* 13. května 1866)
- 1906 – Jan Nepomuk Woldřich, geolog, paleontolog a archeolog (* 15. června 1834)
- 1916 – Ferdinand Vincenc Kinský, šlechtic, rakousko-uherský důstojník a dvořan (* 8. září 1866)
- 1919 – František Klapálek, entomolog (* 30. srpna 1863)
- 1928 – Josef Kotlář, politik a poslanec Českého zemského sněmu (* 3. března 1859)
- 1929 – Albert Nostic-Rieneck, šlechtic a generál (* 19. dubna 1843)
- 1935 – Hans Jokl, československý politik německé národnosti (* 15. prosince 1876)
- 1944 – František Pecháček, sokolský cvičitel a oběť holocaustu (* 15. února 1896)
- 1946 – Josef Wurm, legionář, důstojník československé armády (* 4. března 1894)
- 1949 – Richard Bienert, předseda vlády a ministr vnitra za protektorátu (* 5. září 1881)
- 1954 – František Navrátil, československý politik (* 4. ledna 1878)
- 1958 – Ludmila Urbanová, hudební pedagožka a klavíristka (* 14. dubna 1869)
- 1961 – František Cína Jelínek, malíř (* 6. června 1882)
- 1962
  - František Peroutka, čs. ministr průmyslu, obchodu a živností (* 10. října 1879)
  - Maxmilián Fatka, československý státní úředník a politik (* 23. září 1868)
  - Ladislav Koubek, pedagog a komunistický politik (* 15. května 1887)
- 1970 – Emanuel Frinta, malíř (* 31. října 1896)
- 1973 – Vojtěch Sedláček, malíř (* 9. září 1892)
- 1978 – Zuzana Ondrouchová, herečka (* 20. března 1950)
- 1982 – František Fišera, lyžař-běžec na lyžích a olympionik (* 22. února 1900)
- 1997 – Bohumil Hrabal, prozaik (* 28. března 1914)
- 2001 – Zdenko Feyfar, fotograf (* 2. března 1913)
- 2002
  - Alena Skálová, choreografka, pedagožka a tanečnice (* 21. září 1926)
  - Ivan Roháľ-Iľkiv, komunistický politik ukrajinské národnosti (* 16. února 1917)
- 2009 – Jakub Blacký, český bojovník proti nacismu a komunismu (* 10. září 1915)
- 2010
  - Václav Břicháček, psycholog a skaut (* 14. června 1930)
  - Lubomír Hájek, ředitel Hlavní báňské záchranné stanice a uznávaný odborník (* 15. srpna 1927)
  - Vojtěch Hrubý, katolický kněz, člen řádu salesiánů (* 23. dubna 1924)
  - Antonín Klouda, kněz, výtvarník a restaurátor (* 26. června 1929)
- 2013 – Edgar Knobloch, historik, polyglot a spisovatel (* 11. listopadu 1927)
- 2015
  - Hana Drábková, psycholožka, zakladatelka české Mensy (* 19. května 1924)
  - Roman Makarius, univerzitní profesor a emeritní báňský úředník (* 6. srpna 1938)
- 2016 – Milan Ryšavý, houslista Moravské filharmonie v Olomouci (* 7. ledna 1927)
- 2021 – Václav Vydra, lékař, primář gynekologicko-porodnického oddělení nemocnice v Aši (* 1. října 1941)
- 2022 – Ludmila Vaňková, prozaička a autorka románů zejména s historickou tematikou (* 9. května 1927)
- 2023 – Naďa Urbánková, zpěvačka a herečka (* 30. června 1939)

### Svět

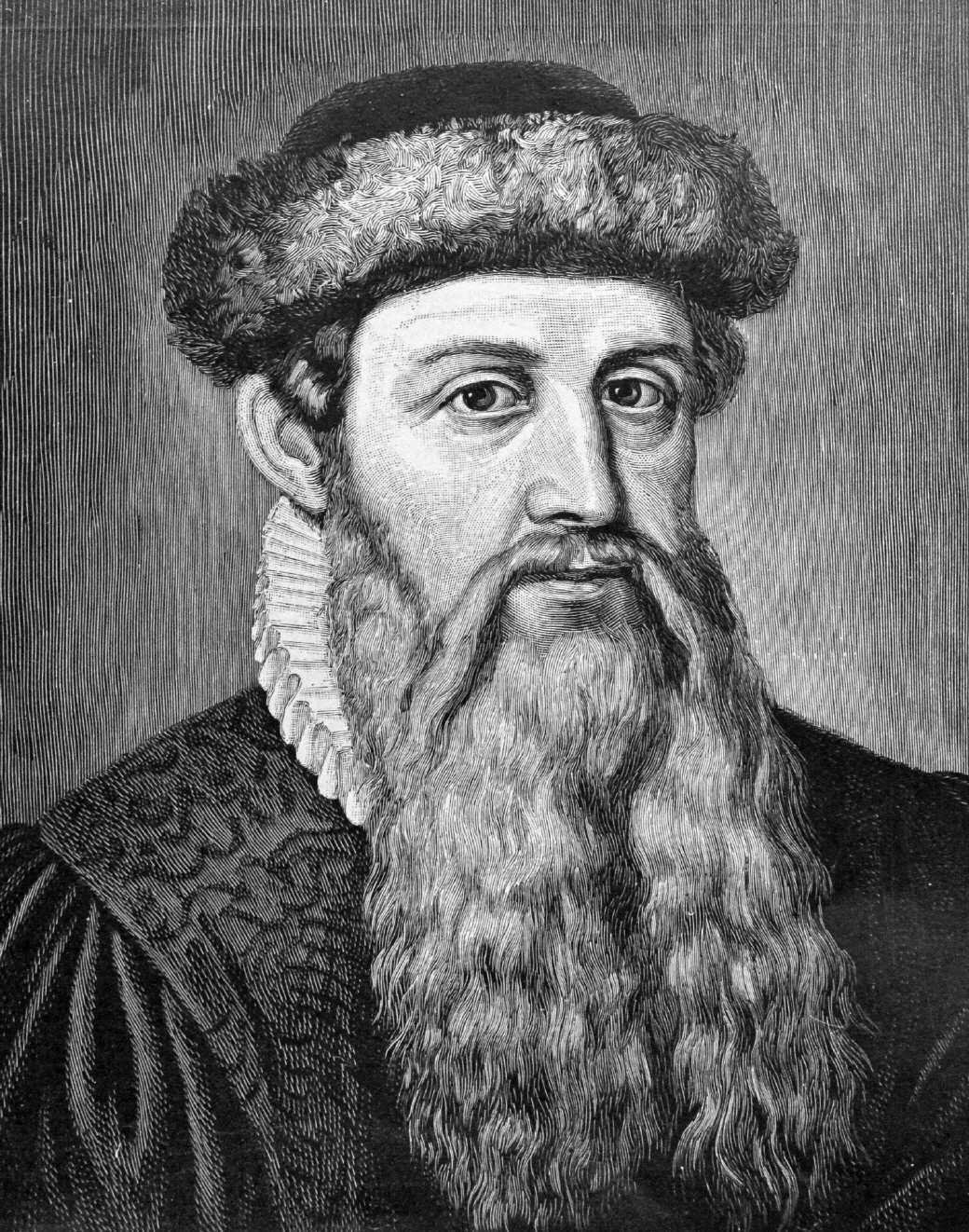
Johann Gutenberg († 1468)

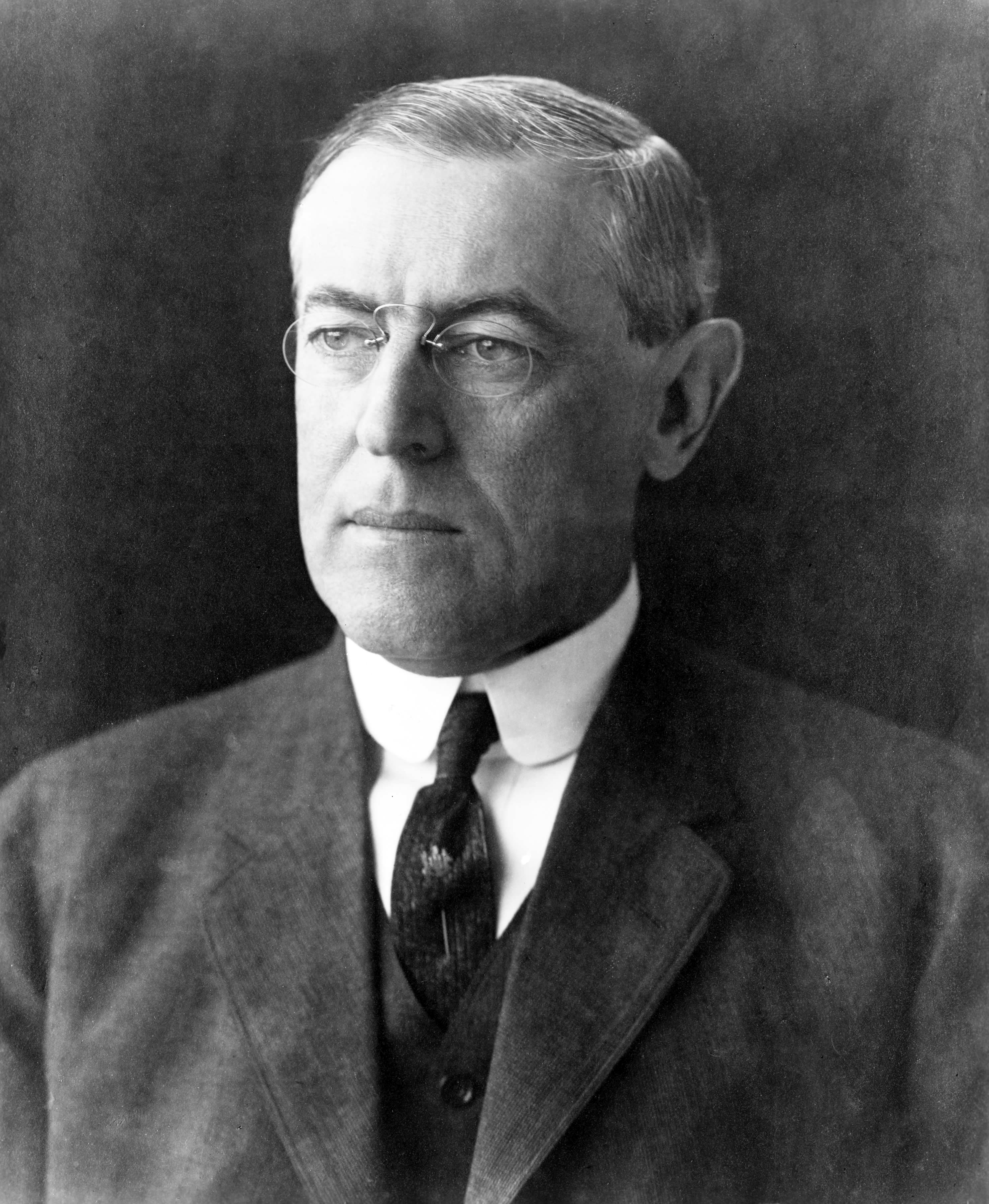
Woodrow Wilson († 1924)

- 0865 – Svatý Ansgar, arcibiskup v Hamburku a Brémách (* asi 8. září 801)
- 1014 – Sven I., král Anglie (* cca 960)
- 1116 – Koloman Uherský, uherský a chorvatský král (* kolem 1070)
- 1161 – Inge I., norský král (* 1135)
- 1252 – Svjatoslav Vsevolodovič, kníže novgorodský, jurjevský a vladimirsko-suzdalský (* 27. března 1196)
- 1290 – Jindřich XIII. Bavorský, bavorský vévoda a falckrabě rýnský z dynastie Wittelsbachů (19. listopadu 1235)
- 1327 – Jindřich Habsburský, vévoda rakouský a štýrský (* 1298)
- 1399 – Jan z Gentu, vévoda z Lancasteru, syn anglického krále Eduarda III. (* 6. března 1340)
- 1428 – Jošimoči Ašikaga, čtvrtý šógun šógunátu Ašikaga (* 12. březen 1386)
- 1451 – Murad II., osmanský sultán (* 1404)
- 1468 – Johann Gutenberg, německý kovotepec a vynálezce knihtisku (* okolo 1400)
- 1581 – Mahidevran Gülbahar Sultan, manželka osmanského sultána Sulejmana I. (* 1500)
- 1687 – François de Créquy, maršál Francie (* 1625)
- 1709 – Nicola Saggio, italský řeholník, blahoslavený (* 6. ledna 1650)
- 1724 – Ivan Michajlovič Jevrejnov, ruský námořní objevitel, geodet, cestovatel a průzkumník (* 1694)
- 1735 – Kristián III. Falcko-Zweibrückenský, německý šlechtic (* 7. listopadu 1674)
- 1752 – Óoka Tadasuke, japonský samuraj (* 1677)
- 1779 – Louis de Jaucourt, francouzský encyklopedista (* 16. září 1704)
- 1783 – August Wilhelm von Bismarck, pruský politik (* 7. července 1750)
- 1785 – Josef Klement z Kounic, rakouský šlechtic a diplomat (* 22. listopadu 1743)
- 1832 – George Crabbe, anglický básník (* 24. prosince 1754)
- 1838 – Anne-Marie Rivier, francouzská římskokatolická řeholnice a blahoslavená (* 19. prosince 1768)
- 1846
  - Amálie Hesensko-Homburská, dědičná princezna anhaltsko-desavská (* 29. června 1774)
  - Joseph Weigl, rakouský hudební skladatel a dirigent (* 28. března 1766)
- 1862 – Jean-Baptiste Biot, francouzský fyzik, astronom a matematik (* 21. dubna 1774)
- 1874 – Lunalilo, havajský král (* 31. ledna 1835)
- 1879 – Carlo Pascotini von Ehrenfels, rakouský státní úředník a poslanec Říšské rady (* 1. května 1797)
- 1881 – John Gould, anglický ornitolog (* 14. září 1804)
- 1890 – Christoph Buys Ballot, nizozemský průkopník meteorologie a chemik (* 10. října 1817)
- 1895 – Josef Karel Chramosta, divadelní herec a loutkoherec (* 12. března 1829)
- 1899 – Juliusz Kossak, polský malíř (* 15. prosince 1824)
- 1900
  - Elizabeth Pulman, novozélandská fotografka narozená v Anglii (* 1. srpna 1836)
  - Camillo Heinrich von Starhemberg, rakouský šlechtic a poslanec Říšské rady (* 31. července 1835)
- 1901 – Jukiči Fukuzawa, japonský pedagog, autor a novinář (* 10. ledna 1835)
- 1906 – Lambert Einspieler, rakouský římskokatolický kněz a poslanec Říšské rady (* 10. září 1840)
- 1915 – Danilo Ilić, strůjce atentátu na Františka Ferdinanda d'Este (* 1891)
- 1919
  - Marie Tereza Rakouská-Este, rakouská arcivévodkyně, bavorská královna (* 2. července 1849)
  - Edward Charles Pickering, americký astronom (* 19. července 1846)
- 1924
  - Thomas Woodrow Wilson, 28. prezident Spojených států amerických, (* 28. prosince 1856)
  - Julius Derschatta von Standhalt, předlitavský politik (* 12. září 1852)
- 1925 – Oliver Heaviside, britský matematik a fyzik (* 18. května 1850)
- 1926 – Johannes Lepsius, německý evangelický teolog a orientalista (* 15. prosince 1858)
- 1932 – Joshua Benoliel, dvorní fotograf krále Karla I. Portugalského (* 13. ledna 1873)
- 1935 – Hugo Junkers, německý technik, letecký konstruktér (* 3. února 1859)
- 1936 – Sofie Schönburg-Waldenburg, albánská kněžna (* 21. května 1885)
- 1943 – Alojs Andricki, lužickosrbský katolický kněz, zemřel v koncentračním táboře Dachau, dnes uctíván jako blahoslavený
- 1945 – Roland Freisler, německý nacistický soudce (* 30. října 1893)
- 1946
  - Friedrich Jeckeln, vysoký německý důstojník SS (* 2. února 1895)
  - Carl Theodor Zahle, dánský politik, představitel silně pacifistické Radikální liberální strany (* 19. ledna 1866)
- 1947 – Petar Živković, srbský generál a první jugoslávský premiér (* 1. ledna 1879)
- 1950 – Karl Seitz, první rakouský prezident (* 4. září 1869)
- 1951 – August Horch, německý automobilový konstruktér (* 12. října 1868)
- 1955 – Vasilij Blochin, Stalinův vrchní popravčí (* 7. ledna 1895)
- 1956
  - Émile Borel, francouzský matematik a politik (* 7. ledna 1871)
  - Johnny Claes, belgický automobilový závodník (* 11. srpna 1916)
- 1958
  - Richard Kaufmann, izraelský architekt (* 20. června 1887)
  - Pietro Leone, italský fotbalista a trenér (* 13. leden 1888)
- 1959
  - Ritchie Valens, americký zpěvák, hudební skladatel a kytarista (* 13. května 1941)
  - Buddy Holly, americký zpěvák (* 7. září 1936)
  - The Big Bopper, americký hudebník, skladatel a DJ (* 24. října 1930)
- 1961 – William Shepherd Morrison, britský státník původem ze Skotska (* 10. srpna 1893)
- 1964
  - Alfons, vévoda z Kalábrie, neapolsko-sicilský princ (* 30. listopadu 1901)
  - Clarence Irving Lewis, americký filozof a logik (* 12. dubna 1883)
- 1965 – Heinz von Perckhammer, tyrolský fotograf nejznámější svými čínskými akty (* 3. března 1895)
- 1966 – Werner Hühner, německý důstojník, generálporučík Wehrmachtu (* 13. srpna 1886)
- 1967 – Joe Meek, anglický hudební producent (* 5. dubna 1929)
- 1968 – Tullio Serafin, italský dirigent (* 1. září 1878)
- 1970 – Italo Gariboldi, italský generál (* 20. dubna 1879)
- 1971 – Wladyslaw Kowalski, polský důstojník a inženýr (* 25. listopadu 1895)
- 1973 – Jean-Joseph Monnard, francouzský reprezentační hokejový obránce (* 11. ledna 1901)
- 1975
  - Henri Frans de Ziel, surinamský básník (* 15. ledna 1916)
  - Umm Kulthum, egyptská zpěvačka (* 4. května 1904)
  - Elo Havetta, slovenský režisér (* 13. června 1938)
- 1978 – Adolf Berman, sionistický aktivista, izraelský politik (* 1907)
- 1980 – Chana Rovina, izraelská divadelní herečka (* 1. dubna 1893)
- 1984 – Pcheng Žuej-lin, tchajwanský fotograf a doktor čínské medicíny (* 3. listopadu 1904)
- 1987
  - Ondrej Jariabek, slovenský herec (* 20. února 1908)
  - George Derwent Thomson, britský klasický filolog, marxistický historik a filozof (* 19. srpna 1903)
- 1988
  - Robert Duncan, americký básník (* 7. ledna 1919)
  - Karol Piegza, polský učitel, aktivista, spisovatel, folklorista, fotograf a malíř (* 9. října 1899)
- 1989 – John Cassavetes, americký režisér, herec a scenárista (* 9. prosince 1929)
- 1991 – Harry Ackerman, americký televizní producent (* 17. listopadu 1912)
- 1992 – Junior Cook, americký saxofonista (* 22. července 1934)
- 1995 – Pavol Hrivnák, slovenský ekonom, poslední komunistický předseda vlády (* 9. října 1931)
- 1998 – Gabriel Laub, polský esejista a aforista (* 24. října 1928)
- 1999
  - Norman Bluhm, americký malíř (* 28. března 1921)
  - Mikko Hietanen, finský atlet, běžec, mistr Evropy v maratonu (* 22. září 1911)
- 2001 – Alois Lipburger, rakouský skokan na lyžích a trenér (* 27. srpna 1956)
- 2002 – Aglaja Veteranyi, švýcarská spisovatelka a herečka (* 17. května 1962)
- 2003
  - Terezia Botková, slovenská komunistická politička (* 16. listopadu 1921)
  - Lana Clarkson, americká herečka a modelka (* 5. dubna 1962)
  - Trevor Morris, velšský fotbalista (* 6. září 1920)
- 2004 – Keve Hjelm, švédský herec, filmový režisér a scenárista (* 23. červen 1922)
- 2005
  - Ernst Mayr, německý evoluční biolog (* 5. července 1904)
  - Corrado Bafile, italský vatikánský diplomat, kardinál (* 4. července 1903)
  - Zurab Žvanija, předseda gruzínské vlády (* 9. prosince 1963)
- 2006
  - Reinhart Koselleck, německý historik (* 23. dubna 1923)
  - Sonny King, americký salonní zpěvák italského původu (* 1. dubna 1922)
- 2009 – Michael Dubruiel, americký katolický bloger, novinář a spisovatel (* 16. listopadu 1958)
- 2010
  - Regina Habsbursko-Lotrinská, manželka Oty Habsburského (* 6. ledna 1925)
  - John McCallum, australský herec, scenárista a producent (* 14. března 1918)
  - Gustav A. Konitzky, americký spisovatel (* 13. listopadu 1924)
- 2011
  - Maria Schneiderová, francouzská herečka (* 27. března 1952)
  - Tony Levin, britský bubeník (* 30. ledna 1940)
- 2012
  - Ben Gazzara, americký herec a režisér (* 28. srpna 1930)
  - Norbert Blacha, polský klavírista, hudební skladatel a pedagog (* 28. září 1959)
  - John Christopher, americký spisovatel (* 16. dubna 1922)
  - Mart Port, sovětský architekt estonského původu (* 4. ledna 1922)
- 2013 – Wolfgang Abraham, východoněmecký fotbalista (* 23. ledna 1942)
- 2014 – Louise Broughová, americká tenistka (* 11. března 1918)
- 2015
  - Martin Gilbert, britský historik (* 25. října 1936)
  - Walter Liedtke, americký historik umění (* 28. srpna 1945)
- 2016 – Jasuo Takamori, japonský fotbalista (* 3. březen 1934)
- 2017 – Dritëro Agolli, albánský spisovatel a novinář (* 13. října 1931)
- 2020 – George Steiner, francouzsko-americký literární teoretik a spisovatel (* 23. dubna 1929)
- 2021
  - Pepi Merisio, italský fotograf (* 10. srpna 1931)
  - Chaja Hararit, izraelská herečka (* 20. září 1931)

## Svátky

### Česko
- Blažej
- Oskar

## Pranostiky

### Česko
- Blažejův den – šťastný den
- Na svatého Blažeje slunce ještě nehřeje.
- Na svatého Blažeje kamínek se ohřeje.
- Na svatého Blažeje pije skřivan z koleje.
- Prší-li na svatého Blažeje tak, že teče voda kolejem, povede se len
- Když na svatého Blažeje slunce hřeje, budou pěkné jařiny
- Prší-li na svatého Blažeje tak, že teče voda kolejem
povede se len.
- Na svatého Blažeje teče-li voda kolejí jen tolik,
co by vozka střapec od biče smočil, čekají dlouhý len.
- Je-li pěkné počasí na svatého Blažeje, zvedou se brambory.
- Je-li pěkně na svatýho Blažeje, urodí se zemáky

| 3. únor v pražském KlementinuÚdaje jsou platné k 8. 7. 2025. | 3. únor v pražském KlementinuÚdaje jsou platné k 8. 7. 2025. | 3. únor v pražském KlementinuÚdaje jsou platné k 8. 7. 2025. |
| minimum                                                      | denní průměr                                                 | maximum                                                      |
| ------------------------------------------------------------ | ------------------------------------------------------------ | ------------------------------------------------------------ |
| −25,2 °C (1929)                                              | 1,5 °C (od 1961)                                             | 12,4 °C (2020)                                               |